# Podwiżnyj
Podwiżnyj, początkowo Albatros, następnie S5 – rosyjski niszczyciel z początku XX wieku i okresu I wojny światowej, jedna z 27 jednostek typu Sokoł. Okręt został zwodowany 3 czerwca 1901 roku w stoczni Zakładów Iżorskich w Kołpinie, a do służby w Marynarce Wojennej Imperium Rosyjskiego wszedł w maju 1902 roku, z przydziałem do Floty Bałtyckiej. Podczas I wojny światowej jednostkę przebudowano na trałowiec. Opanowany przez bolszewików okręt został w kwietniu 1918 roku pozostawiony w Helsinkach, po czym wcielony do Fińskiej Marynarki Wojennej, gdzie służył pod nazwą S5 do 1930 roku.

## Projekt i budowa
„Podwiżnyj” był jednym z serii niszczycieli typu Sokoł, który został wykonany przez rodzimy przemysł okrętowy na wzór zbudowanego w Wielkiej Brytanii prototypu – „Sokoła”. Jednostka z racji niewielkiej wyporności bardziej odpowiadała klasie torpedowców.
Okręt zbudowany został w Zakładów Iżorskich w Kołpinie. Stępkę niszczyciela położono w październiku 1899 roku, został zwodowany jako „Albatros” („Альбатрос”) 3 czerwca 1901 roku, a do służby w Marynarce Wojennej Rosji przyjęto go w maju 1902 roku, już pod nazwą „Podwiżnyj” (Подвижный).

## Dane taktyczno-techniczne
Okręt był niewielkim, czterokominowym niszczycielem z taranowym dziobem. Długość całkowita wykonanego ze stali niklowej kadłuba wynosiła 57,91 metra, szerokość 5,64 metra i zanurzenie 2,29 metra. Wyporność normalna wynosiła 220 ton, a pełna 240 ton. Okręt napędzany był przez dwie maszyny parowe potrójnego rozprężania o mocy 3800 KM, do których parę dostarczało osiem kotłów Yarrow. Dwuśrubowy układ napędowy pozwalał osiągnąć prędkość 26,5-27,5 węzła. Okręt mógł zabrać zapas węgla o masie 58-80 ton, co zapewniało zasięg wynoszący od 450 do 660 Mm przy prędkości 13 węzłów.
Okręt wyposażony był w dwie pojedyncze wyrzutnie torped kalibru 381 mm, umieszczone na rufie, z zapasem sześciu torped. Uzbrojenie artyleryjskie stanowiły: pojedyncze działo jedenastofuntowe kal. 75 mm Canet L/48, umieszczone na platformie nad pomostem bojowym oraz trzy pojedyncze działa kal. 47 mm Hotchkiss M1885 L/40 na śródokręciu (dwa za przednim kominem i jedno między dwoma kominami rufowymi).
Załoga okrętu liczyła od 51 do 58 oficerów, podoficerów i marynarzy.

## Służba
Niszczyciel wszedł w skład Floty Bałtyckiej. W 1911 roku dokonano modernizacji uzbrojenia jednostki: zdemontowano obie wyrzutnie torped kal. 381 mm i wszystkie działka kal. 47 mm, instalując w zamian dwie pojedyncze wyrzutnie torped kal. 450 mm oraz drugą armatę kal. 75 mm (usytuowaną w pobliżu rufy) i dwa pojedyncze karabiny maszynowe kal. 7,62 mm. Prócz tego okręt przystosowano do przenoszenia 10 min. W momencie wybuchu I wojny światowej niszczyciel znajdował się w składzie 6. Dywizjonu II Dywizji Torpedowej. W styczniu 1916 roku „Podwiżnyj” został pozbawiony uzbrojenia torpedowego i po zamontowaniu trałów został przystosowany do pełnienia roli trałowca. Jednostka została przydzielona do 2. Dywizjonu I Oddziału Trałowców.
W wyniku rewolucji październikowej okręt został przejęty przez bolszewików, po czym, porzucony w Helsinkach, został 13 kwietnia 1918 roku zdobyty przez Finów. Jednostka pełniła służbę w Marynarce Wojennej Finlandii pod nazwą S5 do 1930 roku.